# Königliche Deutsche Gesellschaft (Königsberg)
Die Königliche Deutsche Gesellschaft war eine 1741 gegründete Vereinigung zur Pflege der deutschen Sprache in Ostpreußen. Als erste freie bürgerliche Vereinigung in der Hauptstadt Königsberg sollte die Sprachgesellschaft „die besten Geister der Stadt an sich ziehen und ein Bindeglied zwischen Universität und Bürgerschaft bilden“. Die Gesellschaft bestand bis 1945.

## Geschichte
Am 15. November 1741 gründeten Johann Jakob Quandt und Cölestin Flottwell in Königsberg die Deutsche Gesellschaft. Sie hatten 1736 Johann Christoph Gottsched in Leipzig besucht und orientierten sich an der von ihm geleiteten Deutschen Gesellschaft. An der Albertus-Universität Königsberg sollte die Liebe zur deutschen Sprache und deutschsprachigen Literatur geweckt und gepflegt, die Regeln der Rechtschreibung festgelegt und ein Wörterbuch herausgegeben werden. In einem eigenhändig unterschriebenen Privileg gewährte Friedrich II. am 18. August 1743 den Zusatz „Kgl.“ (Königliche). Im Frühjahr 1745 stellte er der Gesellschaft ein Versammlungszimmer im Nordflügel des Königsberger Schlosses zur Verfügung. Hier beging sie ihre öffentlichen Feste, so den Geburtstag des Königs, den Sterbetag Martin Luthers und die 500-Jahr-Feier Königsbergs.

„So hat der große König, dem ja so oft […] Gleichgültigkeit, ja Abneigung gegen deutsche Sprache und Bildung vorgeworfen [worden] ist, ein Institut unterstützt, das sich die Pflege der Muttersprache und ihres Schriftwesens zum ausschließlichen Zwecke setzte.“

Nachdem Russland im Siebenjährigen Krieg das Königreich Preußen erobert und annektiert hatte, wurde die Gesellschaft aufgelöst. Sie verlor ihre Zimmer im Schloss „und ihre Bibliothek mußte am ersten Weihnachtstage [1758] plözlich weggebracht werden“. Georg Christoph Pisanski, der Prorektor des Altstädtischen Gymnasiums, nahm die Gesellschaft bei sich auf. Nach der Rückgabe des Landes an Friedrich II. konstituierte sie sich aufs Neue. 1765 bezog sie ihre alten Räumlichkeiten im Schloss. Johann Gotthelf Lindner nahm die offizielle Wiedereröffnung am 25. Januar 1766 vor.
Die Königliche Deutsche Gesellschaft gab eigene Schriften und Periodika heraus. Flottwells Plan eines deutschen Wörterbuchs wurde nicht realisiert. Sie brauchte den Namen in der Zeit des Nationalsozialismus nicht zu ändern und bestand bis zur Schlacht um Königsberg im April 1945.

## Vorsitzende
- Johann Jakob Quandt
- Karl Dietrich Hüllmann, 1810er Jahre
- Friedrich Wilhelm Schubert[4]
- Johannes Gerschmann, 1921–1927
- Carl Diesch, letzter Präsident